# رأسمالية المراقبة

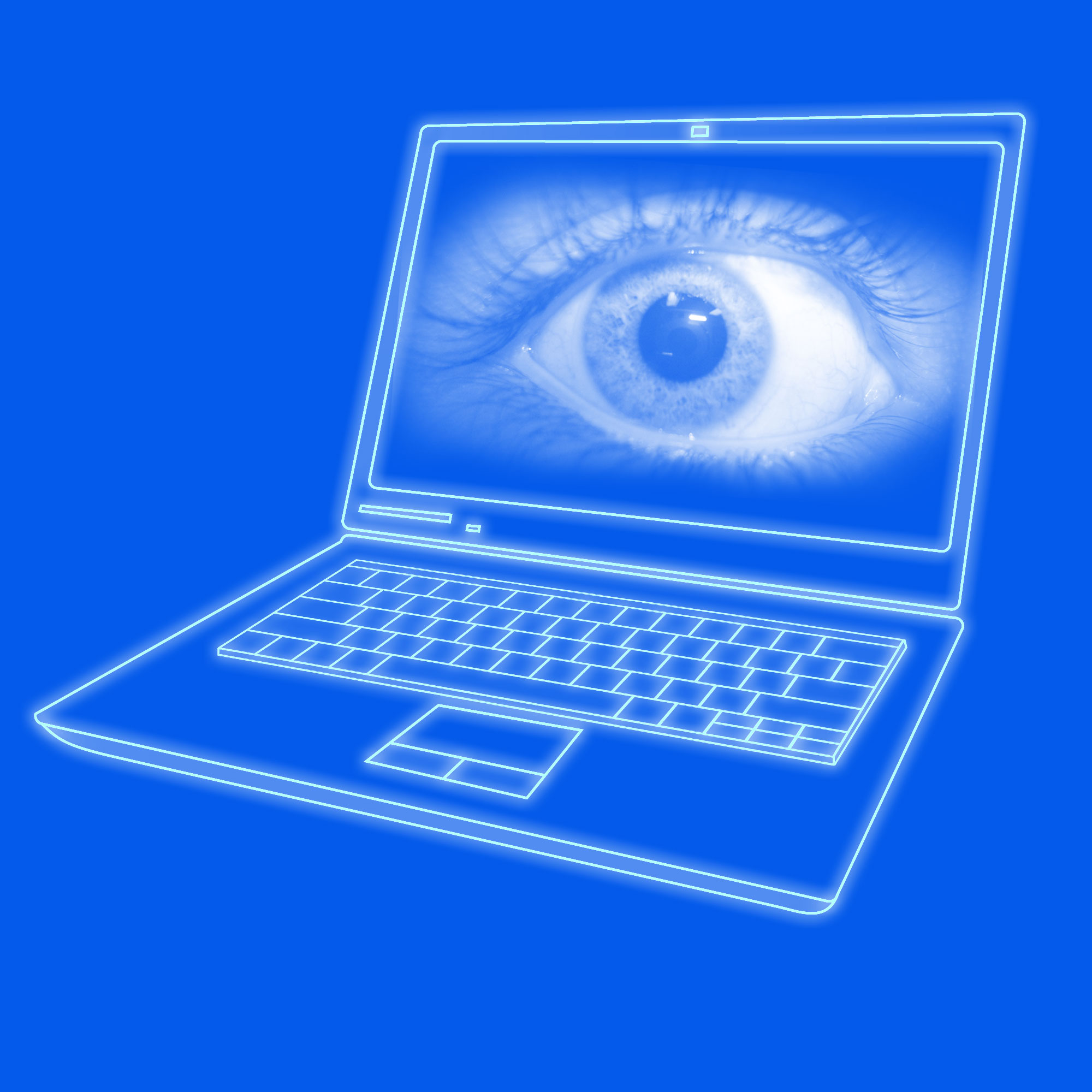

رأسمالية المراقبة مصطلح حديث يستخدم لوصف عملية شاملة من المراقبة والتحكم في السلوك البشري بهدف الربح من سلعنة الواقع، «من خلال التحليل التنبؤي للكثير من البيانات التي تصف حياة وسلوك مئات الملايين من الناس، ما يسمح بتحديد الروابط والأنماط السلوكية، والاستدلال على المعلومات المتعلقة بالأفراد، والتنبؤ بسلوكهم المستقبلي». وكانت شوشانا زوبوف أستاذة العلوم الاجتماعية في جامعة هارافارد صاغت المصطلح بالإنجليزية في 2015.
تشتمل رأسمالية المراقبة بعد الحصول على المعلومات وتحليلها، «محاولات للتأثير على هذا السلوك المستقبلي من خلال إعلانات موجهة خصيصًا للأفراد، وذات فعالية عالية في التأثير فيهم». ويتم تطوير هذا المنهج في «الإعلانات القصدية» عبر «اختبار العديد من الإعلانات المتنوعة على نطاقات ديموجرافية -تجمعات سكانية- مختلفة، لمعرفة ما هو الأسلوب الأكثر نجاحًا».